# Charles-Edme Vernet
Pour les articles homonymes, voir Vernet.
Charles-Edme Vernet (né le 1er septembre 1789 à Paris et mort le 7 mai 1848 dans la même ville) est un acteur français de théâtre.

## Biographie
Fils d’un marbrier, après quelques essais au Théâtre des Jeunes-Comédiens (Palais-Royal), Charles-Edme Vernet est engagé au Théâtre des Variétés en 1807, où il joue tous les rôles pendant 40 ans.
Il se retire en 1847 et meurt l'année suivante de la goutte.